# ゴルジェ
ゴルジェ (Gorge) は、電子音楽、クラブ・ミュージックのジャンル。ネパールやインドの山岳地帯のクラブ・シーンにおいて登山やロッククライミングをモチーフとして発生したと説明されることが多いが、2012年以降の日本において注目されるようになったジャンルであり、ネパール云々は「嘘」であったことが関係者により2022年に明らかにされている。
ゴルジェという名称は、登山用語として「峡谷」を意味するフランス語の「ゴルジュ」に由来するとされる。
2012年に、「おそらくは世界唯一」と自称するゴルジェ専門のレコードレーベルとして GORGE.IN が設立された。このレーベルのサイトにあるゴルジェの由来に関する記述によると、ゴルジェのオリジネーターの一人とされる正体不明のDJナンガ (DJ Nanga) という人物が、ゴルジェ・パブリック・ライセンス (Gorge Public License, GPL) と称されるゴルジェの定式化をしており、その内容は、
- Use Toms（タムを使え）
- Say it Gorge（それをゴルジェと呼べ）
- Don’t say it Art（それをアートと呼ぶな）

と説明される。これを踏まえ、ゴルジェのジャンルにおいてはアーティストという言葉を用いず、ブーティスト (bootist) という表現を用いる。また、ゴルジェのDJは、ワンプッシャー (One Pusher) と称されることがある。
また、ゴルジェをめぐる文脈では、「ゴルジェっぽい」を意味する「ゴルい」という形容表現もしばしば用いられる。
2020年代、ゴルジェは、福岡県など九州地方を中心に独自のシーンを形成しているとされる。